# Glasford (krater)
Glasford – krater uderzeniowy w stanie Illinois w USA. Skały krateru nie są widoczne na powierzchni ziemi.
Krater ma 4 km średnicy, powstał nie dawniej niż 430 mln lat temu. Utworzył go upadek małej planetoidy, która uderzyła w skały osadowe. Krater jest pogrzebany pod osadami o miąższości 350 m, na powierzchni nie ma śladu jego obecności. Dowodami jego uderzeniowego pochodzenia są wydobyte stożki zderzeniowe.